# تسهلندورف (برلین)
تسهلندورف (به آلمانی: Berlin-Zehlendorf) یک منطقهٔ مسکونی در آلمان است که در شتگلیتس-تسهلندورف واقع شده‌است. تسهلندورف ۵۷٬۹۰۲ نفر جمعیت دارد.

## خواهرخوانده
شهر سدروت خواهرخواندهٔ تسهلندورف (برلین) هست.

## نگارخانه

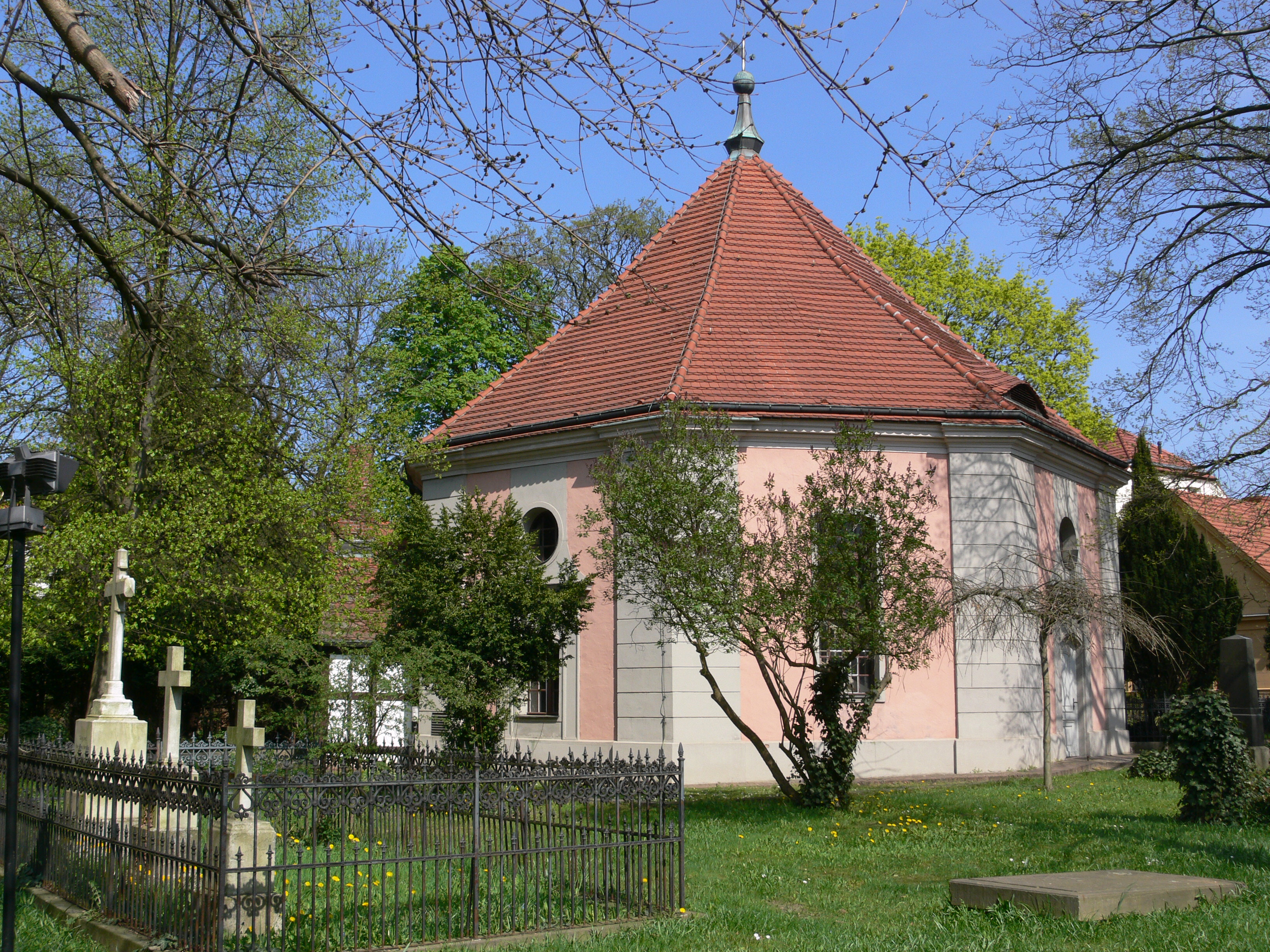
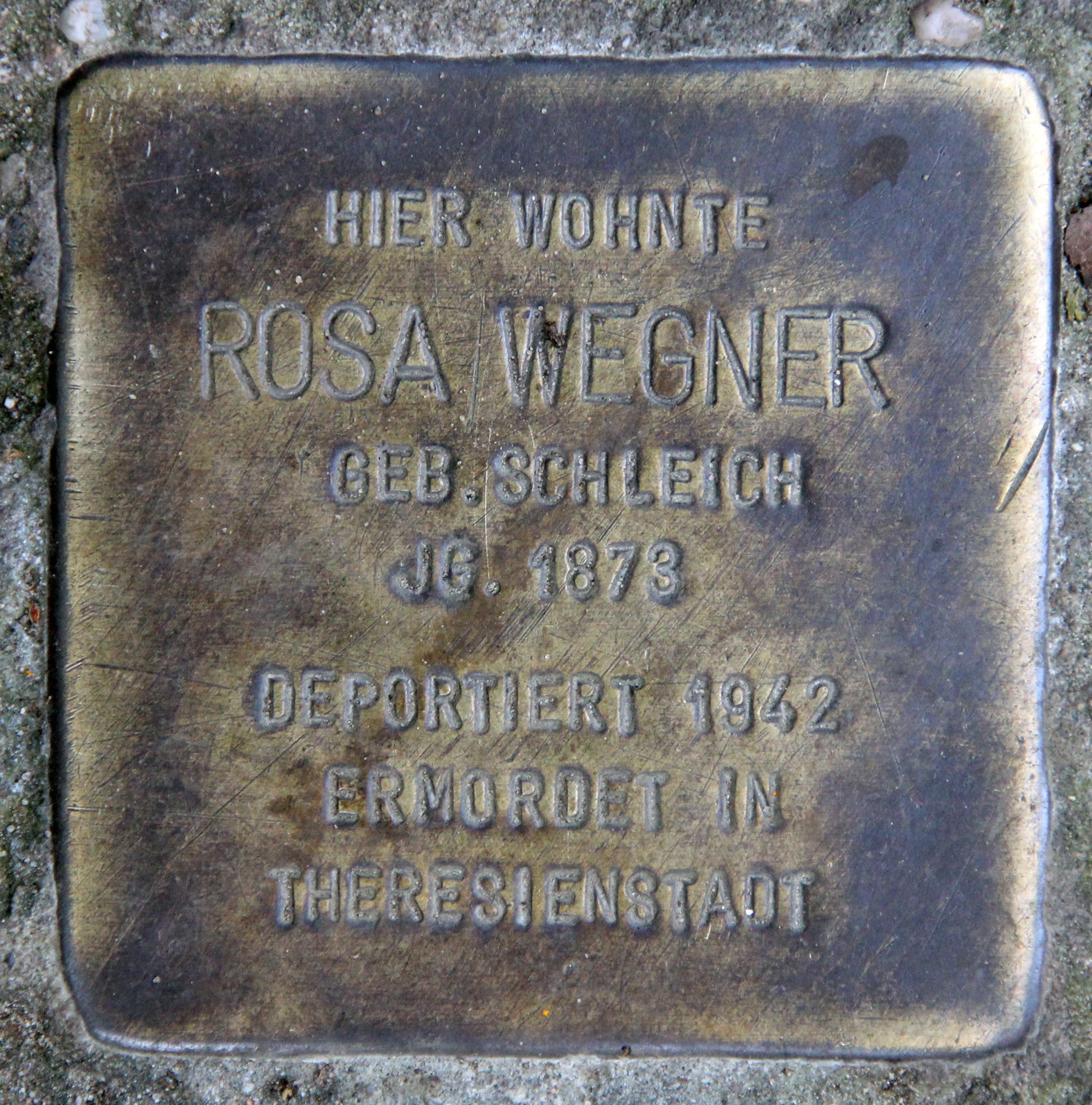
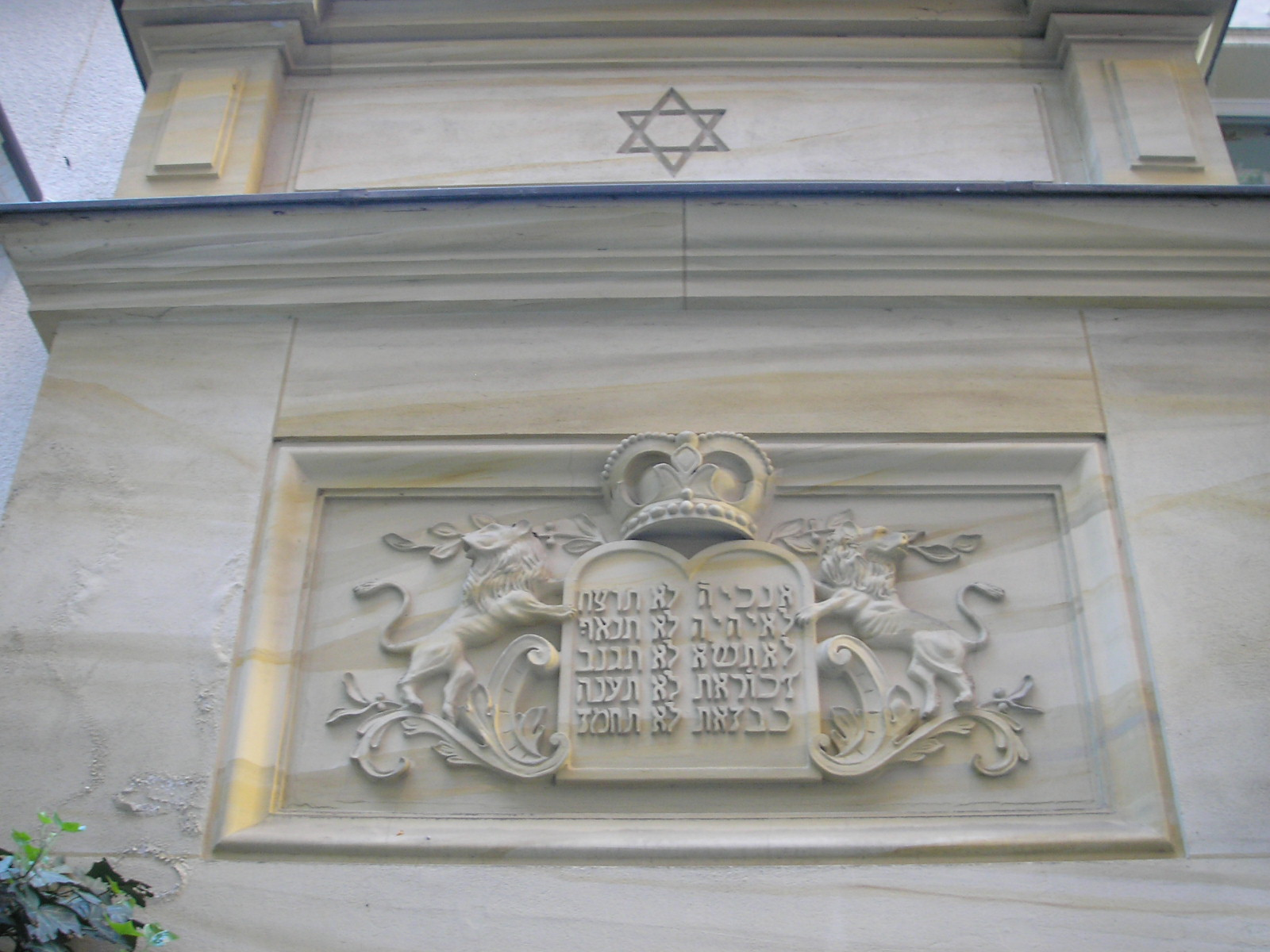